# José Carrillo de Albornoz, duca di Montemar
José Carrillo de Albornoz, III conte e poi (dal 1735) I duca di Montemar (Siviglia, 8 ottobre 1671 – Madrid, 26 giugno 1747), è stato un condottiero spagnolo, comandante dell'esercito ispanico che prese Orano nel 1732 e conquistò le Due Sicilie per Carlo di Borbone negli anni 1734-1735.

## Biografia
Durante la guerra di successione spagnola combatté come mariscal de campo nella battaglia di Villaviciosa del 1710. Inoltre partecipò alle campagne spagnole in Sardegna e in Sicilia durante la guerra della Quadruplice Alleanza fra il 1718 e il 1720.
Nel 1731 diresse il corpo di spedizione che occupò il ducato di Parma per conto di Carlo, futuro re Carlo III di Spagna. Nel 1732 con l'ammiraglio Blas de Lezo, condusse un corpo di spedizione spagnolo nella conquista di Orano, importante porto militare e crocevia commerciale strappato ai Turchi. 
Un anno dopo guidò l'esercito spagnolo che combatté e sconfisse gli austriaci in Italia durante la guerra di successione polacca. Ottenne la sua più grande vittoria proprio in quel periodo, durante la sua permanenza in meridione, nella battaglia di Bitonto il 25 maggio 1734. In seguito a questi grandi eventi fu nominato comandante perpetuo di Castelnovo e duca di Bitonto.
Fu il primo viceré di Sicilia del Regno di Sicilia dopo la riconquista, dal 1735 al 1737 e ministro della guerra dal 1737 al 1741, anno in cui si mise al comando di un forte esercito spagnolo composto da 50.000 uomini nella spedizione in Italia durante la guerra di successione austriaca. Sul finire del 1742 venne però sostituito dal conte di Gages, per mancanza di iniziativa.
Durante l'assedio di Capua, Josè Carrillo, con un audace piano strategico, conservato nella Reggia di Caserta, riuscì ad espugnare la città. In seguito alla battaglia di Bitonto si stabilì a Capua: ancora oggi vi risiedono i suoi diretti discendenti.